# Pallacanestro Virtus Roma 1993-1994
Formazione della Pallacanestro Virtus Roma 1993-1994.
1993/94
| 5  | Italia (bandiera)      | Emiliano Busca      |
|    | Italia (bandiera)      | Roberto Cavallari   |
|    | Stati Uniti (bandiera) | Ben Coleman         |
| 7  | Italia (bandiera)      | Sandro Dell'Agnello |
|    | Stati Uniti (bandiera) | A.J. English        |
|    | Italia (bandiera)      | Giovanni Focardi    |
|    | Italia (bandiera)      | Marco Lamperti      |
|    | Uruguay (bandiera)     | Juan Manuel Moltedo |
| 13 | Italia (bandiera)      | Andrea Niccolai     |
| 9  | Italia (bandiera)      | Roberto Premier     |
| 8  | Stati Uniti (bandiera) | Tanoka Beard        |
|    | Italia (bandiera)      | Federico Forti      |
|    | Stati Uniti (bandiera) | Shelton Jones       |
|    | Italia (bandiera)      | Fabio Liberatori    |

- Allenatore: Nevio Ciaralli (Franco Casalini)
- Presidente: Angelo Rovati